# Jacques Bossis
Jacques Bossis (nacido el 22 de diciembre de 1952 en Jonzac) fue un ciclista francés, profesional entre los años 1976 y 1985. 

## Palmarés
| 1975 (como amateur) - 1 etapa de la Ruta de Francia - 1 etapa del Circuito de la Sarthe 1976 - 2 etapas de la Ruta de Francia - Gran Premio de Plouay - 2 etapas del Tour de Limousin 1977 - Gran Premio de Plouay 1978 - Circuit de l'Indre - Grand Prix de Mauléon-Moulin - 1 etapa del Tour de l'Oise - 1 etapa del Tour de Limousin - Clasificación de los esprints intermedios del Tour de Francia | 1980 - Gran Premio de Fourmies - 1 etapa del Tour d'Armorique 1981 - Tour de Haut-Var - 1 etapa del Tour de Corse |

## Resultados en las Grandes Vueltas y Campeonatos del Mundo
| Carrera         | 1976 | 1977 | 1978 | 1979 | 1980 | 1981 | 1982 | 1983 | 1984  | 1985 |
| --------------- | ---- | ---- | ---- | ---- | ---- | ---- | ---- | ---- | ----- | ---- |
| Giro de Italia  | -    | -    | -    | -    | -    | -    | -    | -    | -     | -    |
| Tour de Francia | -    | Ab.  | 62.º | 60.º | 59.º | 63.º | -    | 62.º | 102.º | -    |
| Vuelta a España | -    | -    | -    | -    | -    | -    | -    | -    | -     | Ab.  |
| Mundial en Ruta | -    | -    | -    | -    | -    | -    | -    | -    | -     | -    |

-: no participa

Ab.: abandono